# تشوي هيون-يون
تشوي هيون-يون (هانغل: 최현연) هو لاعب كرة قدم كوري جنوبي في مركز الوسط، ولد في 16 أبريل 1984 في كوريا الجنوبية. لعب مع بوهانغ ستيلرز وجيجو يونايتد.

## وصلات خارجية
- تشوي هيون-يون على موقع دوري كوريا الجنوبية (الإنجليزية)
- تشوي هيون-يون على موقع قاعدة بيانات كرة القدم.إي يو (الإنجليزية)
- تشوي هيون-يون على موقع Soccerway.com (الإنجليزية)